# Luigi Dei
Luigi Dei (Firenze, 10 giugno 1956) è un chimico e divulgatore scientifico italiano.
Figlio del maestro Sergio Dei, violinista dell’Orchestra del Teatro del Maggio Musicale Fiorentino, è professore ordinario di chimica presso l'Università degli Studi di Firenze di cui è stato Magnifico Rettore dal 4 giugno 2015 al 27 maggio 2021, giorno in cui è stato forzatamente interdetto dalla carica in relazione all'indagine sui presunti concorsi pilotati presso l'Azienda ospedaliero-universitaria Careggi.

## Biografia
Formatosi alla scuola di Giulio G.T. Guarini ed Enzo Ferroni all'Università degli Studi di Firenze e specializzatosi nella cosiddetta materia soffice con il Premio Nobel per la Fisica Pierre‐Gilles de Gennes, Luigi Dei è pioniere nel campo dell'applicazione delle nanoscienze e nanotecnologie per la conservazione dei beni culturali. Revisore editoriale per numerose riviste scientifiche internazionali, tra cui Journal of the American Chemical Society, Analytical Chemistry, Journal of Thermal Analysis and Calorimetry, Journal of Cultural Heritage, Microchimica Acta, Journal of Crystal Growth e Physical Chemistry Chemical Physics, è membro dell’Editorial Board di Journal of Cultural Heritage e, nel triennio 2011-2013, della rivista Langmuir della American Chemical Society. È socio effettivo della Società Chimica Italiana.
Presidente di OpenLab (Centro di educazione e divulgazione scientifica) dal 2012 al 2015 e Direttore del Dipartimento di Chimica “Ugo Schiff” dell’Università degli Studi di Firenze al 2013 al 2015. Consigliere d’Amministrazione della Fondazione Prof. Enzo Ferroni Onlus dal 2009 al 2015 e vice-Presidente della Classe di Discipline Umanistiche e Scienze dell’Accademia delle Arti del Disegno di Firenze dal 2013 al 2015.
Dal 2015 è membro del Consiglio Scientifico del Museo di Storia Naturale dell'Università degli Studi di Firenze.
Nel 2018 riceve dalla città di Firenze il Premio Porcellino, assegnato ogni anno a personalità che, in ambiti professionali diversi, hanno contribuito a valorizzare il ruolo di Firenze, quale città simbolo di cultura e scienza.

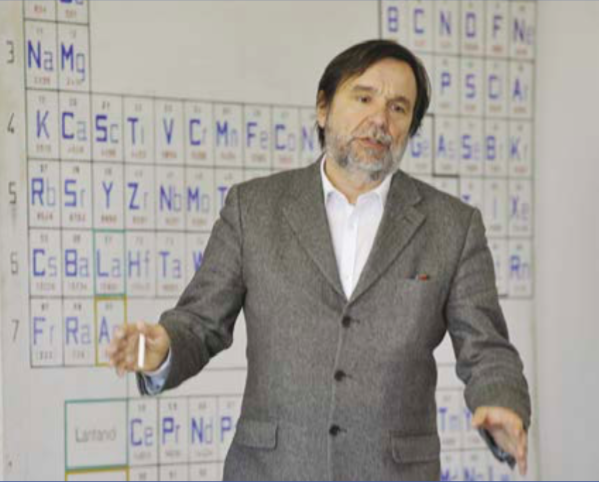
Luigi Dei durante una lezione universitaria

## Attività scientifica
Accanto agli studi di ricerca di base nell’ambito della sintesi, caratterizzazione e determinazione di proprietà strutturali e dinamiche di sistemi colloidali, interfasali e di nanoparticelle, ha affiancato studi di ricerca applicata nell’ambito della soft and hard nanomatter volti alla messa a punto di sistemi innovativi per la conservazione del patrimonio culturale.
Ha partecipato alle unità operative di numerosi piani d'interesse internazionale e guidato due importanti progetti finanziati dalla Regione Toscana sul tema delle nanoscenze e nanotecnologie applicate alla conservazione del patrimonio culturale.
È autore di oltre 150 pubblicazioni scientifiche su riviste internazionali.

## Divulgazione scientifica
Dal 2009 si dedica con continuità e assiduità alla divulgazione scientifica e ai temi del rapporto fra scienza, arte e letteratura utilizzando diversi media. In possesso di spiccate capacità comunicative e recitative, Dei utilizza le conferenze-spettacolo come strumento principale della sua attività di divulgazione scientifica.

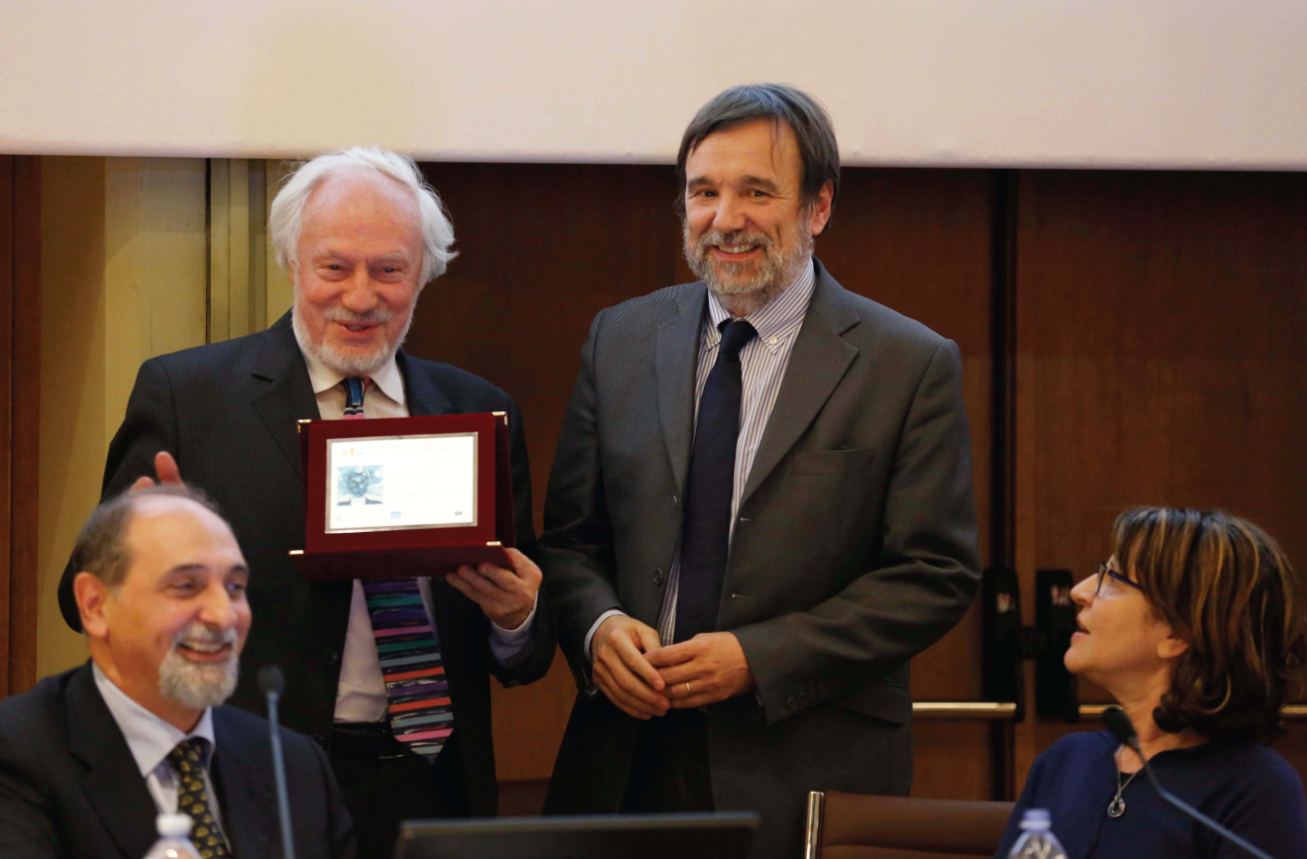
Menzione Speciale a Luigi Dei per il volume Musica, scienziato

Nel 2010 ha partecipato al Festival Internazionale della Scienza di Genova con la conferenza-spettacolo Revealing Ravel: la scienza racconta il Boléro di Ravel, pièce musicale per voce recitante, multimedia e orchestra, in cui Dei si misura con un approccio insolito alla composizione di Maurice Ravel. La conferenza-spettacolo è stata poi rappresentata in diverse sedi tra cui il Teatro Massimo Vincenzo Bellini di Catania e, nel 2014, il Conservatorio Luigi Cherubini di Firenze con l’orchestra sinfonica diretta dal Maestro Paolo Ponziano Ciardi.
Nel 2011, Anno Internazionale della Chimica, la sua conferenza Maria Salomee Sklodowska Curie, l’ostinata abnegazione di un genio è tenuta in numerose sedi fra cui il Festival Internazionale della Scienza di Genova e l’Istituto Polacco di Roma in occasione del centenario del conferimento del Premio Nobel per la chimica a Marie Curie. 
Grande successo al Festival Internazionale della Scienza di Genova nel 2013 ottiene la conferenza-spettacolo Dal baroque al rock: con Darwin nella natura delle specie musicali rappresentata nel 2015 anche al Teatro Romano di Fiesole. Tra le altre conferenze-spettacolo di Luigi Dei: Da Schubert a De André: i misteri della voce in musica e Cultura: un acrobatico equilibrio di conoscenza e creatività.

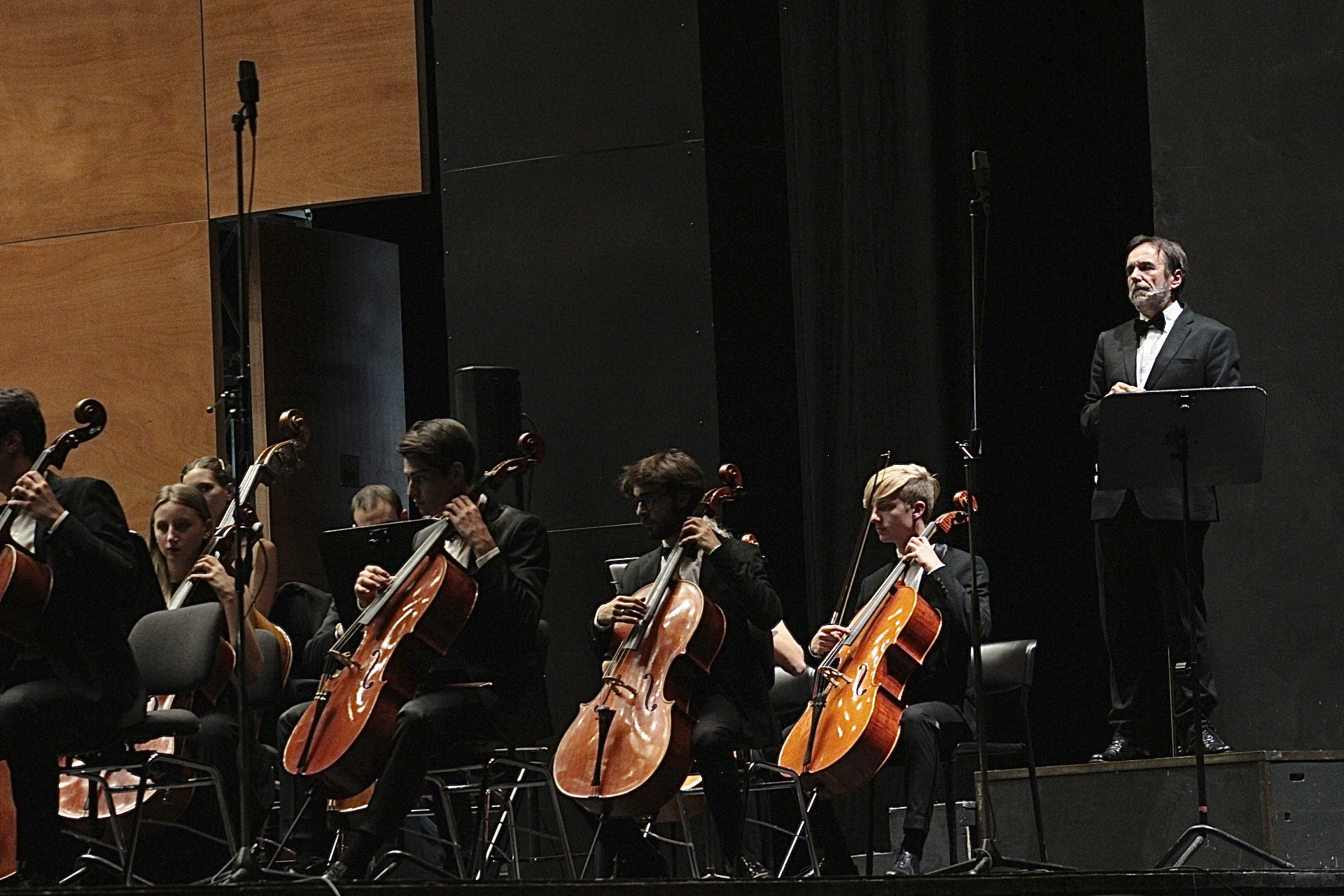
Luigi Dei durante lo spettacolo La Notte del Boléro. La scienza svela Ravel al Teatro dell'Opera di Firenze

Dei si dedica anche all’impegno civile con una serie di conferenze-spettacolo dedicate a Primo Levi. La sua Lectio Magistralis Primo Levi’s Lesson: a Bridge between Chemistry and Literature è stata riconosciuta evento europeo 2011 dalla European Association for Chemical and Molecular Sciences. Il dramma scientifico civile in due atti Molecole d’autore in cerca di memoria, liberamente tratto da Il Sistema Periodico di Primo Levi, è stato presentato per la prima volta a Firenze nell’ambito delle manifestazioni per la Giornata della Memoria 2012 dalla Compagnia Teatrale Venti Lucenti, presentato con successo al XXV Salone Internazionale del libro di Torino nel 2012 e, l’anno successivo, portato in scena al Teatro Garibaldi del comune di Figline Valdarno per la Giornata della Memoria 2013. Nel 2014 il dramma è stato tradotto anche in inglese con una prefazione di Roald Hoffman, Premio Nobel per la chimica nel 1981 e medaglia Priestley nel 1990.

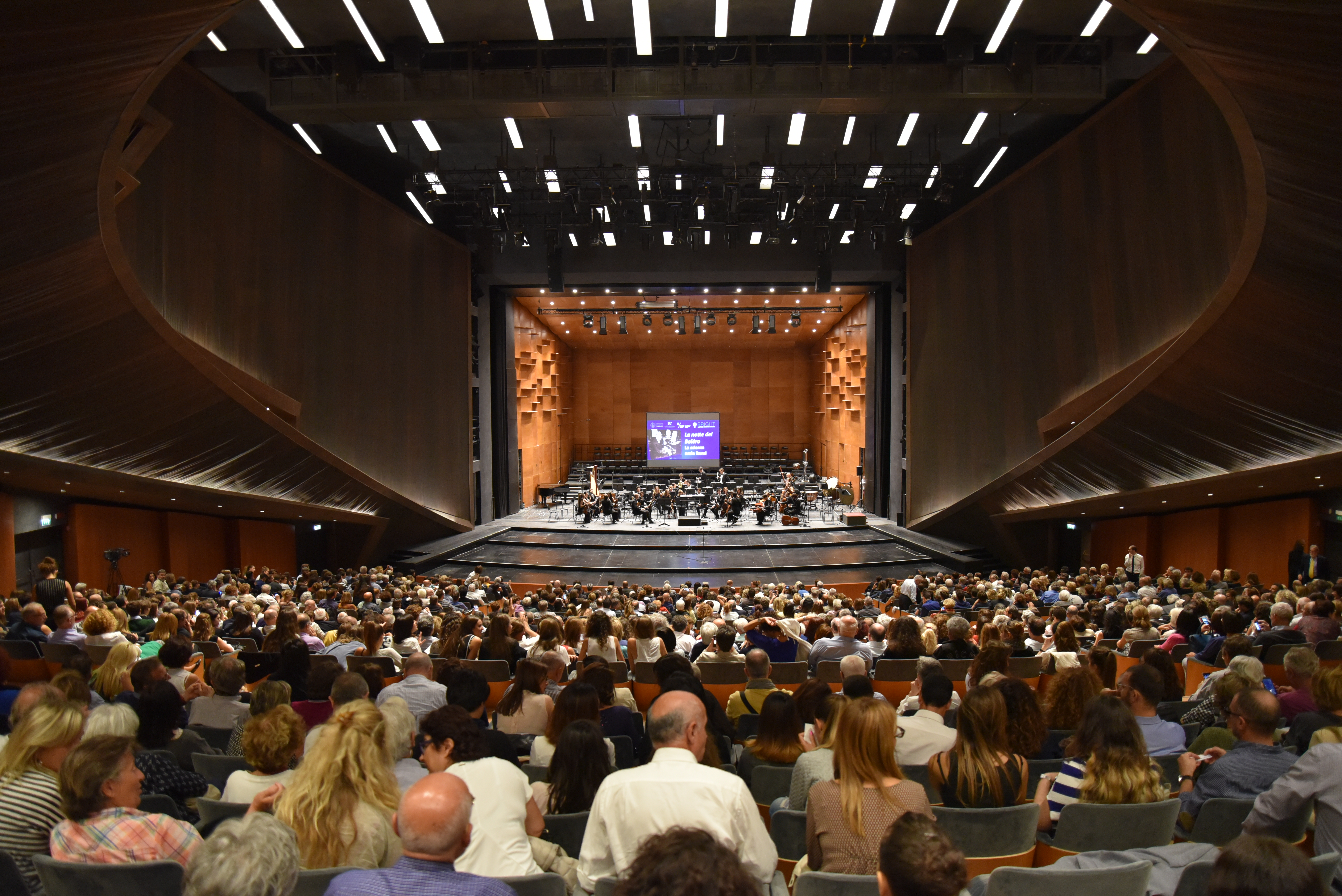
Il Teatro dell'Opera di Firenze durante lo spettacolo La Notte del Boléro. La scienza svela Ravel

Nel 2015, il Comitato Scientifico del Premio Nazionale di Divulgazione Scientifica 2015 dell’Associazione Italiana del libro attribuisce una Menzione Speciale a Luigi Dei per il volume Musica, scienziato!.
Il 30 settembre 2016 oltre 1.700 spettatori assistono allo spettacolo di Luigi Dei La notte del Boléro. La scienza svela Ravel, pièce musicale per voce recitante e orchestra, presso il Teatro dell'Opera di Firenze, organizzato per il progetto BRIGHT (Brilliant Researchers Impact on Growth Health and Trust in research) in contemporanea con tutte le iniziative europee della Notte dei Ricercatori 2016 (the European Researchers’ Night – ERN).
Il 29 settembre 2017 al Teatro Verdi di Firenze, Dei porta in scena lo spettacolo Creatività, conoscenza, cultura, un acrobatico equilibrio. Una fiaba musicale da lui ideata e creata per accompagnare il pubblico in incredibili acrobazie tra scienza, letteratura, arte, danza, cinema, fotografia e musica.
A quasi un anno dal 160º anniversario della prima edizione de L'origine delle specie di Charles Darwin, il 28 settembre 2018, Luigi Dei scrive e recita, assieme a Giovanni Vitali ed accompagnato dall'Orchestra Toscana dei Conservatori diretta da Paolo Ponziano Ciardi, lo spettacolo L'Origine della Specie Musicale. Una notte di evoluzioni sinfoniche presso il teatro del Maggio Musicale Fiorentino. La teoria dell'evoluzione diviene il sostrato di un dialogo a due voci ove le note di Antonio Vivaldi, Johann Sebastian Bach, Wolfgang Amadeus Mozart, Ludwig van Beethoven, Hector Berlioz, Richard Wagner, Johannes Brahms, Gustav Mahler e Igor' Fëdorovič Stravinskij si incontrano con le melodie di George Gershwin, The Beatles e Nino Rota. A corollario, lo snocciolarsi di oltre due secoli di accadimenti scientifici, storici ed artistici trova degna conclusione nella proiezione dei capisaldi della cinematografia del secolo XX, fra cui si ricorda l'omaggio all'opera di Marcello Mastroianni nel giorno in cui l'attore italiano avrebbe compiuto 94 anni.
Al docente viene attribuita l’invenzione di un nuovo genere letterario, la "scientifantasia", in cui fantasia ed immaginazione sono il motore per la comunicazione della scienza vera, non quella iperbolicamente fantastica della fantascienza.

## Collaborazioni radiofoniche
Nel 2016 avvia la collaborazione con Radio Firenze con la rubrica settimanale rivolta ai giovani dal titolo Musica, Rettore! in cui Dei utilizza la musica come strumento di comunicazione con gli studenti.
Conversazioni impossibili è invece il titolo di un ciclo di trasmissioni radiofoniche realizzate da Luigi Dei con Controradio. In queste trasmissioni Dei, che scrive le puntate e interpreta alla radio la figura dell’intervistatore, finge di trovarsi a intervistare personaggi appartenenti ad un'altra epoca come Marie Curie (interpretata dall’attrice Marion D’Amburgo), Johan Sebastian Bach (interpretato da Georg Breusch) e Primo Levi (interpretato da Ugo Caffaz).

## Procedimenti giudiziari
Nel marzo 2021 viene iscritto nel registro degli indagati nell'ambito dell'inchiesta sui concorsi pilotati a Careggi. Il 27 maggio è interdetto dalla carica e sospeso per cinque mesi, venendo sostituito dal pro-rettore vicario Andrea Arnone, in carica fino all'insediamento della nuova rettrice, la docente di statistica sociale Alessandra Petrucci, eletta il 4 giugno.

## Opere
- Traduzione dall’inglese e prefazione all’edizione italiana di J. M. Thomas, Michael Faraday e la Royal Institution. La storia romantica di un genio, Firenze University Press, 2007.
- Voci dal mondo per Primo Levi. In memoria, per la memoria, Raccolta di scritti in occasione del 20º anniversario della morte di Primo Levi, Firenze University Press, 2007.
- Molecole d’autore in cerca di memoria, Dramma scientifico-civile in due atti, Firenze University Press, 2011.
- Maria Sklodowska Curie. L’ostinata abnegazione di un genio, Firenze University Press, 2013.
- Molecules of an author in search of memory, Scientific-civilian play of two acts, translation by Emma Garner, Preface by Roald Hoffmann, Nobel Laureate in Chemistry 1981, Firenze University Press, 2014.
- Musica, scienziato! Trilogia di monologhi scientifantastici, Firenze University Press, 2014.
- Diario social di un Rettore. La chimica nel paese di Facebook, Firenze University Press, 2016.
- Diario social di un Rettore 2. Appunti di viaggio per un'idea di Università, Firenze University Press, 2017.
- Diario social di un Rettore 3. Scrivendo appunti diversi,  Firenze University Press, 2018.
- Diario Social di un Rettore 4. Conversazioni impossibili e dialoghi improbabili, Firenze University Press, 2019.